# Las Ermitas (Córdoba)

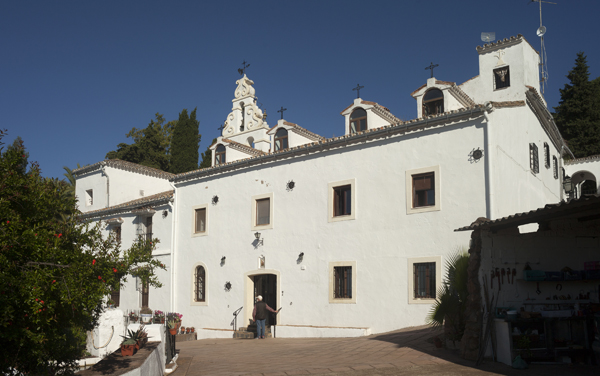
La iglesia de Las Ermitas está dedicada a Nuestra Señora de Belén y fue construida entre 1703-1711.

Las Ermitas es un conjunto de catorce templos católicos ubicado a unos 15 kilómetros a las afueras de la ciudad española de Córdoba, en un paraje conocido como Desierto de Nuestra Señora de Belén en Sierra Morena, que daban cobijo a los monjes ermitaños desde el siglo XVIII. Tras el fallecimiento del último de los ermitaños en 1957, su propiedad es transferida a la Orden de los Carmelitas Descalzos. Las diferentes ermitas recibieron los nombres de San Mateo, San Matías, San Bartolomé, San Andrés, San Pedro, Santiago el Menor, La Magdalena, San Pablo, San Felipe, Santo Tomás, Santiago el Mayor, San Judas Tadeo, San Juan y San Simón.
El 14 de junio de 2022 la Junta de Andalucía aprobó incluir a Las Ermitas como Bien de Interés Cultural.

## Historia

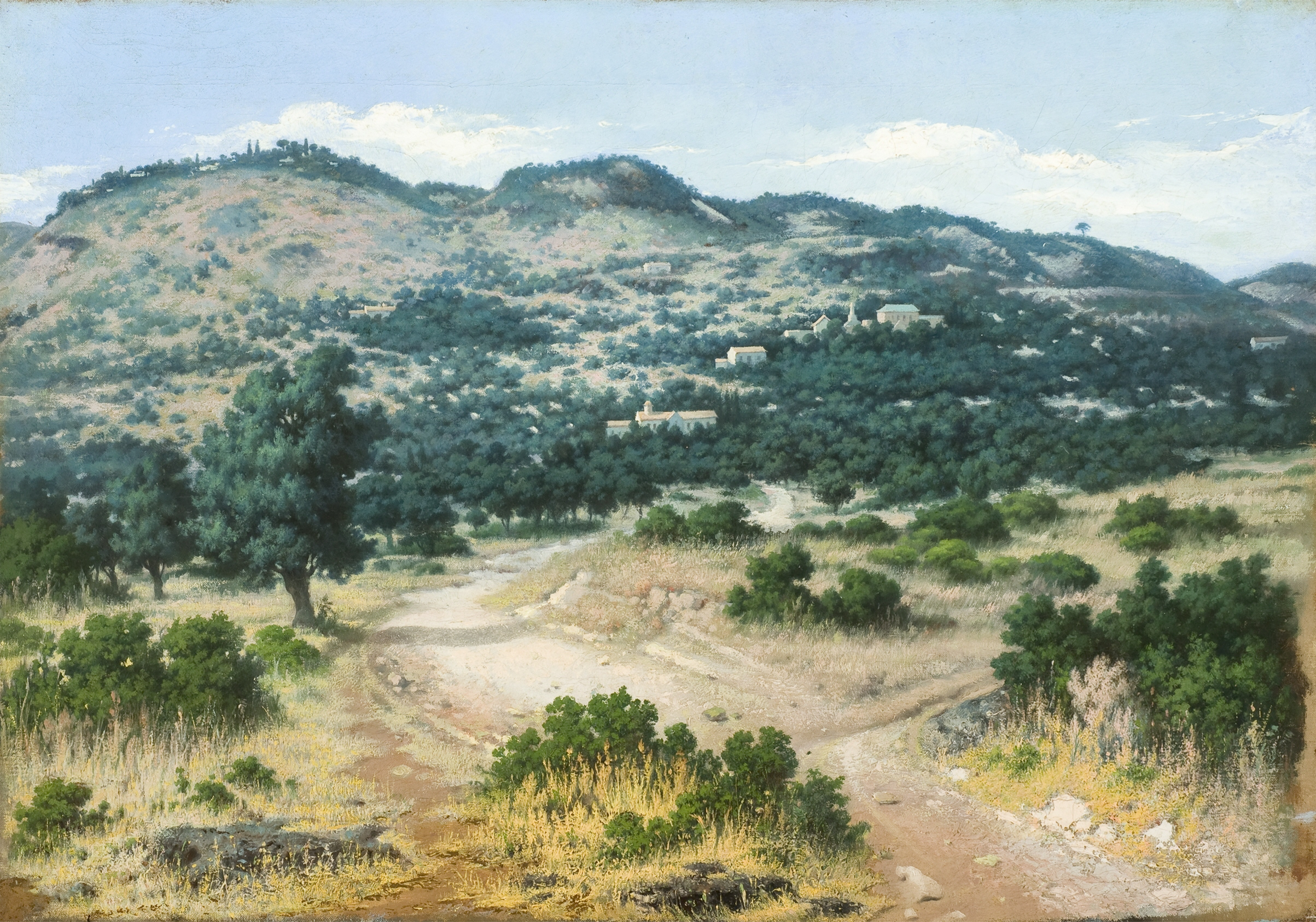
El camino a las ermitas (1874-75), obra de Rafael Romero Barros.

Sus orígenes se deben al hermano Francisco de Jesús, quien habiéndose salvado de la muerte tras pertenecer a la Armada Real del rey Carlos II, se dedica a la vida mística y se retira a la montaña. Convence al obispo de Córdoba y posterior cardenal Pedro de Salazar para que cediera los terrenos a los distintos ermitaños que habitaban las faldas de la Sierra. La primera ermita se construyó en 1703, conocida actualmente como la iglesia de Las Ermitas, cuya primera misa se celebró el 11 de julio de 1709, siendo consagrada a Nuestra Señora de Belén. Los ermitaños realizaban grandes labores humanitarias, ya que repartían comida todos los días al mediodía a los pobres que se acercaban al lugar, por lo que contaron siempre con la simpatía del pueblo cordobés. De ahí que uno de los accesos fuera conocido como Cuesta de los Pobres. Esta labor todavía se rememora con la Fiesta de las habas, en la que se ofrece en una romería comida a los asistentes para homenajear el buen acto de los religiosos.
Debido a su previlegiada situación y a sus maravillosas vistas de la ciudad y del valle del Guadalquivir, a principios del siglo XIX el obispo Pedro Antonio de Trevilla se hizo construir un asiento de piedra con vistas hacia la campiña, conociéndose desde entonces como "Sillón del obispo". No obstante, el 13 de abril de 1836 debido a la Desamortización española, los ermitaños son expulsados del lugar, y aunque compran los terrenos al propietario unos años después, no se han encontrado evidencias de que abandonaran el complejo. El cronista Pedro de Madrazo realiza en 1836 una crónica de cómo vivían estos ermitaños en el lugar.

Vivían en Las Ermitas en la época de nuestra visita, bajo la protección del señor obispo de Córdoba, diez y siete ermitaños profesos y un solo novicio. Observan riguroso silencio é incomunicación completa entre sí la mayor parte del día. Reúnense solamente en la capilla, en la lectura que sigue á la misa y en el refectorio. cada cual tiene su celdilla ó mas bien su ermita separada, y hace su almuerzo y cena en su cocina; para la comida hay refectorio en la casa principal. Emplean en el trabajo manual y corporal cinco horas diarias. A las horas de oración, cada cual debe, tocar su campana en oyendo sonar la de la capilla, é incurre en grave falta el que no lo hace. Visten hábito y escapulario con capilla de paño pardo. Hay casa de novicios separada de las celdas de los profesos, que como hemos dicho están aisladas y diseminadas en toda la extensión del santo yermo. El noviciado dura seis meses. En una de las peñas mas avanzadas de la montaña han labrado los ermitaños para el obispo un cómodo sillón desde el cual se goza una de las perspectivas mas bellas que pueden imaginarse.
Pedro de Madrazo, 1856.

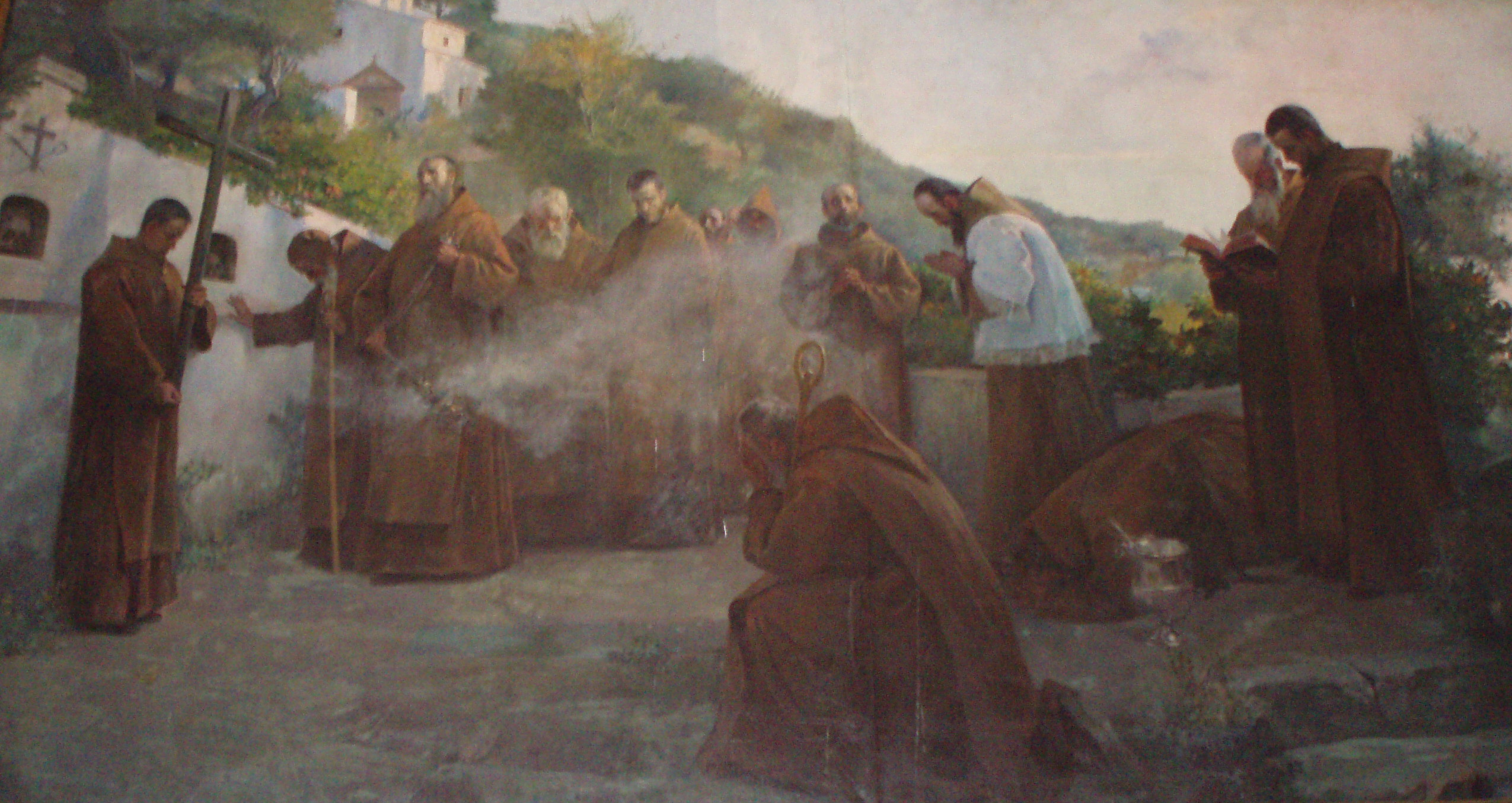
Plegaria en Las Ermitas de Córdoba. Obra de Tomás Muñoz Lucena, 1901. Palacio de la Merced, Córdoba.

Las Ermitas albergaron ermitaños hasta 1957, cuando falleció el último de ellos, el Cabildo cordobés decide entonces entregar el complejo a la Orden de los Carmelitas Descalzos, debido a que la orden religiosa seguía un estilo de vida apartado y parecido al de los ermitaños. En 1983 surge la Asociación Amigos de las Ermitas, cuyo objetivo es preservar el entorno del enclave ante el deterioro del momento.

## Monumento al Sagrado Corazón de Jesús
El 24 de octubre de 1929, Día de San Rafael y festivo en el municipio, se inauguró con la presencia del obispo Adolfo Pérez Muñoz una estatua gigantesca del Sagrado Corazón de Jesús, realizada por el artista sevillano Lorenzo Coullaut Valera. Dicho monumento fue destruido durante una tormenta eléctrica por un rayo en 1969, y tres años más tarde, cuando estaba a punto de ser inaugurado, fue alcanzado por un nuevo rayo, quedando descabezado. Finalmente, no sería hasta el 4 de julio de 1986 cuando se inauguraría la tercera y actual estatua a manos del obispo José Antonio Infantes Florido, contando con un sistema de iluminación y siendo el único punto visible de la sierra desde la ciudad.

## Rodajes
- Las Ermitas y sus alrededores aparecieron en la serie de televisión Juncal, estrenada en 1989 en TVE.[9]